# Ali Kazan
Ali Kazan – turecki zapaśnik walczący w stylu klasycznym. Brązowy medalista mistrzostw Europy w 1966 i szósty w 1969 roku.